# Elkalyce purpurascens
Elkalyce purpurascens är en fjärilsart som beskrevs av Tutt 1909. Elkalyce purpurascens ingår i släktet Elkalyce och familjen juvelvingar. Inga underarter finns listade i Catalogue of Life.